# Остерберг
Остерберг (нем. Osterberg) — община в Германии, в земле Бавария.
Подчиняется административному округу Швабия. Входит в состав района Ной-Ульм. Подчиняется управлению Альтенштадт (Швабен). Население составляет 861 человек (на 31 декабря 2010 года). Занимает площадь 13,79 км².
Коммуна подразделяется на 2 сельских округа.